# Pressoir de Savignac
Le pressoir de Savignac est un pressoir en pierre situé en France sur la commune de Saint-Affrique, dans le département de l'Aveyron en région Occitanie.
Il fait l'objet d'une inscription au titre des monuments historiques depuis 1980.

## Localisation
Le pressoir est situé sur la commune de Saint-Affrique, dans le département français de l'Aveyron.

## Historique
L'édifice est inscrit au titre des monuments historiques le 7 août 1980.